# Pablo Lucas Verdú
Pablo Lucas Verdú (Salamanca, 20 de maig de 1923 - Madrid, 6 de juliol de 2011) fou un jurista espanyol, acadèmic de la Reial Acadèmia de Ciències Morals i Polítiques.

## Biografia
El seu pare va ser Director General d'Ensenyament Primari en la Segona República Espanyola. Es llicencià en dret a la Universitat de Madrid amb premi extraordinari de carrera, i s'hi doctorà el 1948. El 1949 obté la plaça de professor adjunt de Dret Polític a la Universitat de Salamanca, però poc després obté una beca i marxa a la Universitat de Bolonya, on es doctora novament el 1950 i hi obté el Premi Luigi Rava. Després torna a la Universitat de Salamanca on ensenya dret polític amb Enrique Tierno Galván i on tindrà com a alumne Raúl Morodo Leoncio. El desembre de 1957 obté la càtedra de dret polític a la Universitat de Santiago de Compostel·la, on hi conegué Karl Schmitt. Poc després, però, deixà la càtedra per ensenyar durant 13 anys a la Universitat de Deusto. Durant aquest temps va col·laborar amb articles a El Correo Español-El Pueblo Vasco.
En 1979 fou nomenat vice-rector de la Universitat Complutense de Madrid, qui el 1988 el nomenà catedràtic emèrit de dret constitucional, i de 1981 a 1983 ho fou de la Universitat Internacional Menéndez y Pelayo. El 7 de juny de 1994 va ingressar a la Reial Acadèmia de Ciències Morals i Polítiques.

## Honors
Ha estat nomenat Doctor Honoris causa de la Universitat d'Oaxaca (Mèxic) el 1984, de la Universitat de San Miguel de Tucumán (Argentina), per la Universitat Catòlica de Lima, de la Universitat de Sant Martín de Porres de Lima, de la Universitat Nacional de Trujillo (Perú), de la Universitat Lusiada (Lisboa). És acadèmic corresponent de l'Acadèmia Nacional de Dret i Ciències Socials de Còrdova (Argentina) des de 1995 i el 2003 va rebre la Medalla d'Or de la Universitat de Deusto.

## Obres
- Manual de Derecho Político: Vol. I: Introducción y Teoría del Estado (2001) amb Pablo Lucas Murillo de la Cueva. Tecnos (3 ed.). ISBN 978-84-309-2539-1
- El espíritu de las constituciones según Friedrich Ancillon: una obra olvidada que merece recordar Dykinson, 2000. ISBN 84-8155-559-2
- Teoría general de las relaciones constitucionales, Dykinson, 2000. ISBN 84-8155-634-3
- Teoría general de las articulaciones constitucionales, Dykinson, 1998. ISBN 84-8155-386-7
- Teoría de la Constitución como ciencia cultural, Dykinson, 1997. ISBN 84-8155-267-4
- Disquisición sobre el gobierno, amb John C. Calhoun, Tecnos, 1996. ISBN 84-309-2891-X
- La Constitución abierta y sus "enemigos", Madrid : Beramar, D.L. 1993. ISBN 84-86926-51-3
- Reforma y mutación de la constitución amb G. Jellinek, Centro de Estudios Constitucionales, 1991. ISBN 84-259-0872-8
- El populismo en América Latina, amb Carlos Manuel Moscoso Perea, Centro de Estudios Constitucionales, 1990. ISBN 84-259-0861-2
- Constituciones flexibles y constituciones rígidas amb James Bryce, Centro de Estudios Constitucionales, 1988. ISBN 84-259-0808-6
- El sentimiento constitucional: (aproximación al estudio del sentir constitucional como modo de integración política), Madrid : Reus, D.L. 1985. ISBN 84-290-1300-8
- El régimen político español, amb Enrique Ávarez Conde, Tecnos, 1984. ISBN 84-309-0953-2
- Derecho constitucional comparado amb Giuseppe de Vergottini, Espasa Calpe, 1983. ISBN 84-239-6515-5
- La octava ley fundamental, amb Enrique Tierno Galván, Tecnos, 1976. ISBN 84-309-0683-5